# Казахстан на зимних Паралимпийских играх 2010
Казахстан на зимних Паралимпийских играх 2010 года был представлен 47-летним спортсменом Олегом Сысолятиным, соревновавшимся в лыжных гонках. По итогам Игр казахстанский спортсмен не смог завоевать олимпийские медали. По словам Олега Сысолятина, выступить достойно в Ванкувере ему помешал маленький срок акклиматизации и большая разница по часовым поясам.

## Результаты

### Лыжные гонки
| Спортсмен      | Дисциплина                                      | Отбор            | Отбор | Полуфинал | Полуфинал | Финал            | Финал     |
| Спортсмен      | Дисциплина                                      | Результат        | Место | Результат | Место     | Результат        | Место     |
| -------------- | ----------------------------------------------- | ---------------- | ----- | --------- | --------- | ---------------- | --------- |
| Олег Сысолятин | Мужчины, 1 км, спринт классическим стилем, стоя | 5:27.14 +2:13.49 | 31    | Не прошёл | Не прошёл | Не прошёл        | Не прошёл |
| Олег Сысолятин | Мужчины, 10 км классическим стилем, стоя        |                  |       |           |           | 53:31.3 +27:01.8 | 26        |